# Dendropanax cuneatus
Dendropanax cuneatus är en araliaväxtart som först beskrevs av Dc., och fick sitt nu gällande namn av Joseph Decaisne och Jules Émile Planchon. Dendropanax cuneatus ingår i släktet Dendropanax och familjen Araliaceae. Inga underarter finns listade.